# Oséas
Oséas (Salvador, 1971. május 14. –) brazil válogatott labdarúgó.

## Nemzeti válogatott
A brazil válogatottban 2 mérkőzést játszott.

## Statisztika
| brazil válogatott | brazil válogatott | brazil válogatott |
| Időszak           | Mérk.             | gól               |
| ----------------- | ----------------- | ----------------- |
| 1996              | 2                 | 0                 |
| Összesen          | 2                 | 0                 |